# Karol J. Mysels
Karol Joseph Mysels (* 1914 in Krakau, Polen; † Oktober 1998 in La Jolla, Kalifornien, Vereinigte Staaten) war ein amerikanischer Chemiker und Hochschullehrer.

## Leben und Werk
Mysels erhielt seine weiterführende Schulausbildung an der International School in Genf. Er arbeitete in Polen in der Familiengerberei und wurde an der Gerbereischule ausgebildet. Danach studierte mit einem Bachelor-Abschluss 1937 an der Universität Lyon in Frankreich. 1938 wanderte er in die USA aus und studierte an der Harvard-University, wo er 1941 in Anorganischer Chemie bei Arthur Lamb promovierte.
Von 1940 bis 1942 arbeitete er in der Patentabteilung der Shell Development Company in San Francisco. Während des Zweiten Weltkrieges forschte er an der Stanford University in der Arbeitsgruppe von J.W. McBain im Bereich der Kolloidwissenschaft.
Er forschte auf dem Gebiet der Kolloid- und Oberflächenchemie von 1945 bis 1947 an der New York University in New York City, von 1947 bis 1966 an der University of Southern California, Los Angeles, in geringerem Maße von 1966 bis 1970 während seiner Industrieforschungsstellen bei der R. J. Reynolds Tobacco Company in Winston-Salem und dann bis 1979 bei General Atomic Company in San Diego.
1979 ging er in den Ruhestand und wurde freiberuflich tätiger Forschungsberater und erhielt Forschungsaufträge an der University of California in San Diego.

## Forschung
Mysels und seine Gruppe führten vielschichtige Untersuchungen mizellarer Systeme durch und entwickelten die Arbeit von G.S. Hartley weiter. Diese Studien führten zu Veröffentlichungen über kritische Mizellenkonzentrationen und von 1983 bis 1992 zu einer Serie von Arbeiten über die Eigenschaften von Gallensäuren und deren Salze in Zusammenarbeit mit der Gruppe von Alan Hofmann.
In den späten 1950er und 1960er Jahren veröffentlichte Mysel zusammen mit Stan Frankel einige Artikel und ein Buch zum Thema Seifenfilme. Etwa ein Dutzend Veröffentlichungen und Patente, die zwischen 1977 und 1980 auf dem Gebiet der Energieentwicklung veröffentlicht wurden, zeigen Beiträge, die Mysels in Bereichen außerhalb der Oberflächen- und Kolloidchemie geleistet hat. Zu den Themenbereichen, die er untersuchte, gehörten Verbesserungen im Kernreaktordesign und bei der thermochemischen Wasserspaltung, eine Theorie des Heliumtransports durch Graphit, die Fixierung von Stickstoff mit Fusionswärme und ein Vorschlag für eine neue Vorrichtung zur windbetriebenen Energieerzeugung. Es gab auch Beiträge zur Membranologie, die sich mit der Struktur und den Eigenschaften semipermeabler Membranen und der Umkehrosmose befassten.
Mysel hat 11 Patente auf seinen Namen in den Bereichen Radioisotopenproduktion und Polymerbeschichtungstechnologien. Bei seiner patentierten Methode zur Herstellung von radioaktivem Blei-212 wird radioaktives Blei-212 hergestellt, indem man Thorium-228 in einer geschlossenen Kammer zu gasförmigem Radon-220 zerfallen lässt, das dann abgetrennt und gesammelt wird, um reines Blei-212 zu erhalten. Ein weiteres Patent von Mysels war die Entwicklung eines Verfahrens zum Aufbringen von Polytetrafluorethylen-Beschichtungen auf Polymeroberflächen bei Temperaturen unterhalb des Sinterpunkts von PTFE, wodurch die Haltbarkeit und Leistung dieser Materialien verbessert wird.

## Mitgliedschaften
Für die American Chemical Society war er von 1953 bis 1975 mehrmals Mitglied des Exekutivkomitees der Abteilung für Kolloid- und Oberflächenchemie, von 1961 bis 1962 Ratsmitglied der Abteilung für chemische Ausbildung und von 1973 bis 1974 Nationalrat. Er war von 1969 bis 1973 Nationalrat des American Institute of Chemists. Nach seiner Tätigkeit als assoziiertes Mitglied von 1961 bis 1969 und anschließend bis 1973 als Titularmitglied wurde er dann bis 1977 Vorsitzender der Kommission für Kolloid- und Oberflächenchemie der International Union of Pure and Applied Chemistry. Er war Mitglied der Redaktion und des Beirats des Journal of Chemical Education, des Journal of Colloid Science, des Journal of Membrane Biology, des Journal of Physical Chemistry, Colloids and Surfaces und von Langmuir.
Mysels starb in seinem Haus in La Jolla im Oktober 1998 nach mehreren Jahren, in denen sich sein Gesundheitszustand aufgrund der Parkinson-Krankheit verschlechtert hatte.

## Auszeichnungen (Auswahl)
- 1937: Francis-Pelteraux-Preis und die First Place Medal in Lyon
- 1957–1958: NSFFaculty Fellowship
- 1962–1963: NSFSenior Fellowship in Straßburg
- 1964: Kendall Award in Colloid Chemie der American Chemical Society
- 1965: Fellow Guggenheim Memorial Foundation
- 1971: Ehrenrolle des American Institute of Chemists

## Veröffentlichungen (Auswahl)
- Charge effects in light scattering by association colloidal electrolytes. Journal of Colloid Science Volume 10, Issue 6, December 1955, S. 507–522. doi: 10.1016/0095-8522(55)90001-5.
- Napalm. Mixture of Aluminum Disoaps. In: Industrial and Engineering Chemistry. Band 41, 1949, S. 1435–1438, doi:10.1021/ie50475a033.
- Physical Chemistry: Enriching Topics from Colloid and Surface Science. Theorex, 1975, ISBN 978-0-916004-01-9.
- Introduction to Colloid Chemistry. Interscience Publishers, 1976, ISBN 978-0-471-62766-1.
- mit Stan Frankel: On the ‘Dimpling’ During the Approach of Two Surfaces. Journal of Physical Chemistry, Volume 66, Januar 1962, S. 190–191.
- mit Stan Frankel: Simplified Theory of Reflectometric Thickness Measurement of Structured Soap and Related Films. Journal of Applied Physics, Volume 37, Number 10, September 1966, S. 3725–3728.